# Гулида, Мария Сергеевна
Мария Сергеевна Гулида (бел. Марыя Сяргееўна Гуліда; род. 9 августа 2001 года, Гродно, Беларусь) — белорусская спортсменка, борец вольного стиля. Чемпионка Белоруссии 2023 года. Мастер спорта по вольной борьбе.

## Спортивная карьера
В 2014 году Гулида выиграла свой первый международный старт в Москве, памяти ЗМС России Елены Егошиной. В 2016 году выступила на первенстве мира среди кадеток (до 17 лет) в Грузии, но проиграла в первом же круге. В 2017 году она пришла первой на Балтийских юношеских играх в Бресте. В феврале 2018 года стала третьей на первенстве Республики Беларусь среди кадетов в весе до 57 кг. В апреле 2018 года выиграла первенство Белоруссии среди юниоров в весе до 59 кг, после была второй на первенстве Республики Беларусь среди борцов до 23 лет в весе 59 кг, также Мария выступила на первенстве Европы среди юниорок в Италии, где стала 5-й, проиграв в матче за бронзовую медаль немке Деборк Лавницак. В марте 2019 году стала второй на международном турнире «V.Freidenfelds Cup» среди юниоров в Риге (Латвия), уступив в финале россиянке Анастасии Сидельниковой. В апреле 2019 года выиграла первенство Республики Беларусь среди юниорок в весовой категории до 57 кг. В июне 2019 года Гулида стала вице-чемпионкой Европы среди юниоров. В 2020 году в третий раз выиграла первенство Республики Беларусь среди юниоров в весе до 59 кг и добыла бронзовую медаль на взрослом кубке Республики Беларусь. Годом позже стала финалисткой на первенстве Республики Беларусь среди юниорок, на первенстве мира среди юниорок 2021 в Уфе стала пятой. В сентябре 2021 стала 2-й на гран-при Александр Медведь в Минске. В январе 2022 года выступила на взрослом чемпионате страны, проиграв в схватке за третье место Валерии Ярмоле. В феврале 2022 года выиграла первенство Белоруссии до 23 лет в весе до 55 кг. В сентябре 2022 года выступила на гран-при Александр Медведь, но не смогла добраться до медали. В 2023 году выиграла взрослый чемпионат Республики Беларусь в весе до 55 кг и финишировала второй на первенстве Белоруссии среди спортсменок до 23 лет в весовой категории до 55 кг.

## Спортивные результаты
Взрослый уровень:
- 2020 Кубок Белоруссии — ;
- 2021 Гран-при Александр Медведь — ;
- 2023 Чемпионат Белоруссии — ;

Юниорский уровень:
- 2018, 2019, 2020 Первенство Белоруссии — ;
- 2018, 2023 Первенство Белоруссии до 23 лет — ;
- 2019 Первенство Европы — ;
- 2021 Первенство Белоруссии — ;
- 2022 Первенство Белоруссии до 23 лет — ;

Кадетский уровень:
- 2017 Юношеские Балтийские игры — ;
- 2018 Первенство Белоруссии — ;